# Yulia Navalnaya
Yulia Borisovna Navalnaya (Moscovo, 24 de julho de 1976) é uma figura pública e economista russa. Viúva do líder da oposição russa Alexei Navalny, ela tem sido descrita na mídia como a “primeira-dama” da oposição russa. Após a morte do marido, Navalnaya anunciou que continuaria o trabalho dele. Desde 1º de julho de 2024, ela é presidente da Fundação de Direitos Humanos e também lidera a Fundação Anticorrupção, fundada por Navalny em 2011.

## Começo de vida e educação
Navalnaya nasceu Yulia Borisovna Abrosimova em 24 de julho de 1976 em Moscou, União Soviética, na família do cientista Boris Aleksandrovich Abrosimov (1952–1996) e Alla Vladimirovna Abrosimova. Sua mãe trabalhava para o Ministério da Indústria Leve. Quando Navalnaya estava na quinta série, seus pais se separaram e sua mãe se casou pela segunda vez, com um funcionário do Gosplan. Em 2020, o jornalista Oleg Kashin alegou que o pai de Navalnaya era Boris Borisovich Abrosimov, então secretário da embaixada russa na Grã-Bretanha, associado aos serviços especiais, e que sua tia era Elena Borisovna Abrosimova, uma das autoras da constituição russa. Em resposta, Navalnaya publicou uma certidão de óbito de seu sogro, datada de 1996.

## Carreira
Navalnaya trabalhou em um banco em Moscou por algum tempo.

### Apoio a seu marido

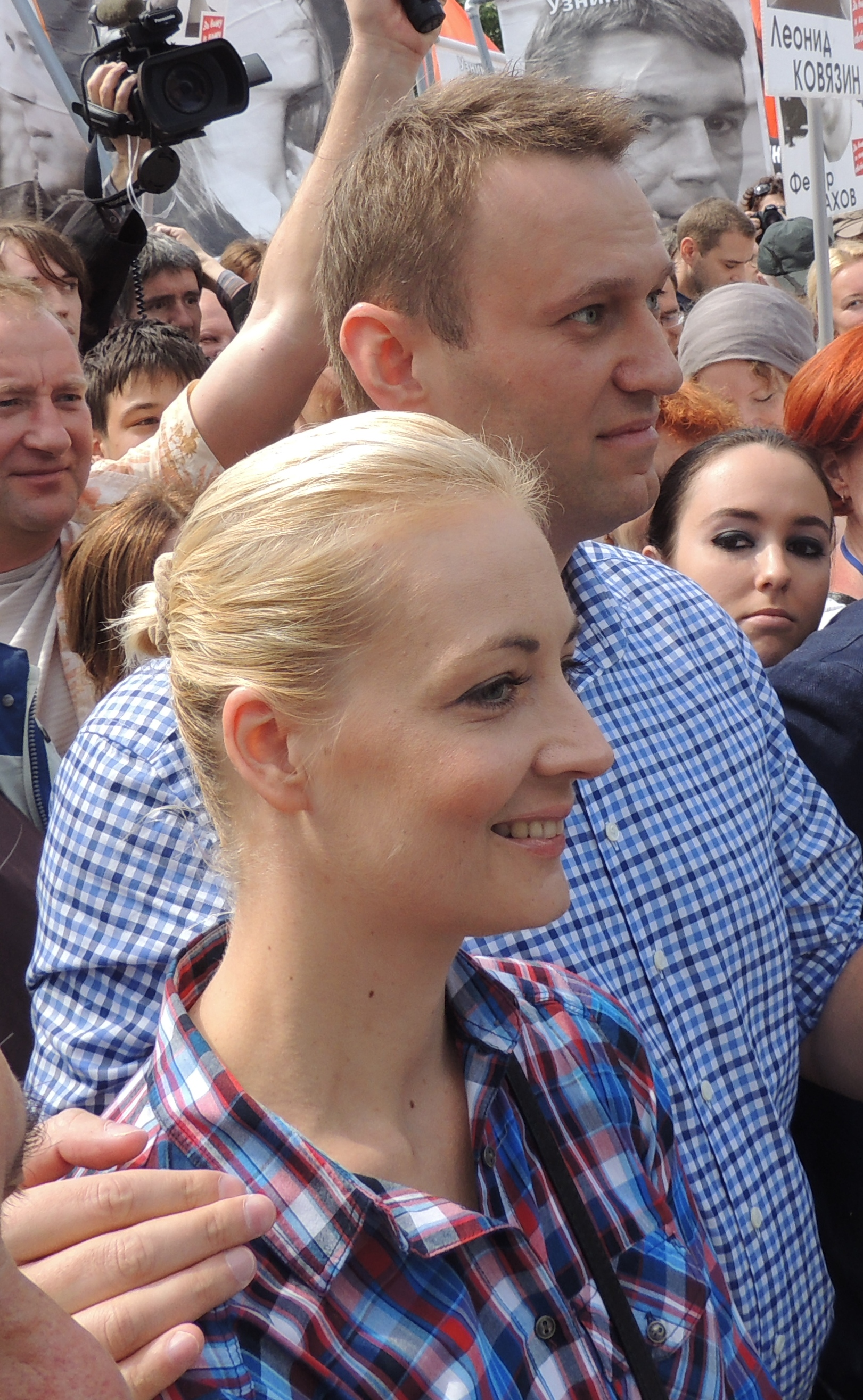
Navalnaya com Alexei Navalny em uma marcha de 12 de junho de 2013 em Moscou

Em 2000, Navalnaya, juntamente com seu marido Alexei Navalny, filiou-se ao partido Yabloko, que ela deixou em maio de 2011.
Após 2007, Navalny ganhou fama na Rússia como blogueiro e político da oposição. Navalnaya tornou-se a primeira secretária e assistente do marido. A vida da família tornou-se visivelmente mais pública, de modo que Navalnaya ficou sob os holofotes como a “primeira-dama da oposição russa”. Os observadores notam que ela nunca tentou se posicionar como uma figura independente: Navalnaya sempre se comporta como uma esposa e companheira dedicada (“a esposa do dezembrista”), pronta para declarações duras e ações decisivas se o marido precisar, mas não diretamente relacionadas à política. Ela discursou em vários comícios; chamou o chefe da Guarda Nacional da Rússia, Viktor Zolotov, que em setembro de 2018 desafiou Alexei Navalny para um “duelo”, de “ladrão, covarde e bandido insolente”.

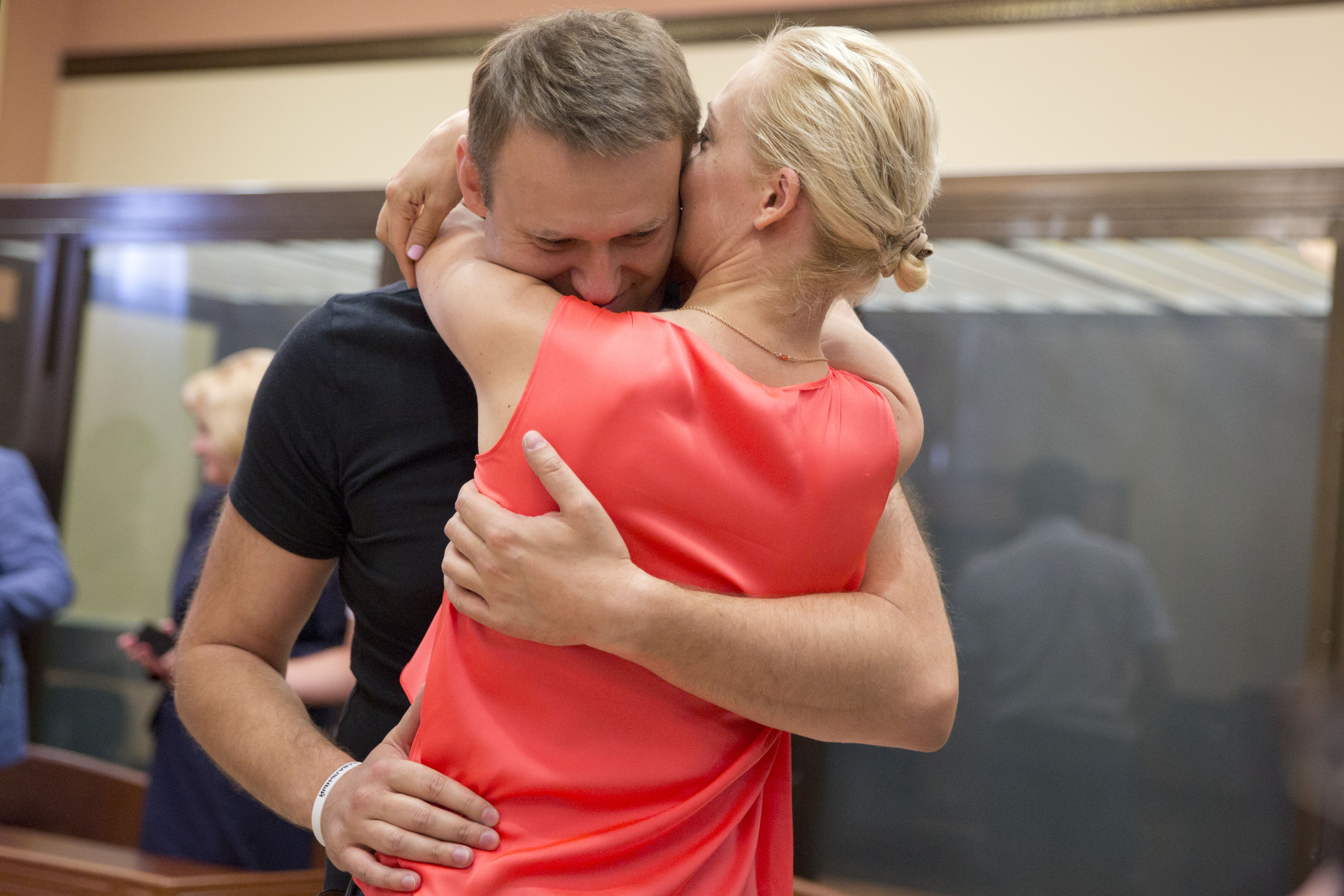
Navalnaya e Navalny se abraçam após a libertação de Navalny da prisão, após um recurso bem-sucedido ao Ministério Público em 19 de julho de 2013.

Navalnaya atraiu grande atenção pública no final do verão e início do outono de 2020, quando seu marido foi hospitalizado com urgência em Omsk após envenenamento por Novichok. Ela exigiu que Navalny fosse liberado para tratamento na Alemanha e chegou a recorrer diretamente ao presidente russo, Vladimir Putin. Depois que especialistas alemães confirmaram o envenenamento de Navalny, o médico russo Leonid Roshal afirmou que nenhuma substância tóxica foi encontrada nas amostras de Navalny na Rússia e sugeriu a criação de uma equipe russo-alemã para investigar o caso. Navalnaya o acusou de agir “não como médico, mas como porta-voz do Estado”. Ela seguiu o marido até Berlim, ficou ao lado dele no hospital Charité, e Navalny posteriormente postou uma mensagem: “Yulia, você me salvou”. O jornal Novaya Gazeta e seu público elegeram Navalnaya como a Heroína do Ano de 2020.
Em janeiro de 2021, Navalnaya voltou para a Rússia com o marido. Depois que Navalny foi detido no controle de fronteira, ela fez uma declaração dizendo que a prisão e o fechamento do aeroporto de Vnukovo eram uma manifestação do medo das autoridades russas em relação a Navalny. “Alexei disse que não tem medo”, afirmou ela. “— E eu também não tenho medo. E peço a todos que não tenham medo.” Mais tarde, Navalnaya acusou os agentes de segurança de “persegui-la como esposa de um inimigo do povo”. Ela escreveu no Instagram: “O ano de 1937 chegou e nós nem percebemos”. Em 21 de janeiro, Navalnaya anunciou que participaria dos protestos russos de 2021 para exigir a libertação do marido. Em 23 de janeiro, ela foi detida, mas libertada na mesma noite.
Em 16 de fevereiro de 2024, o serviço prisional russo anunciou que seu marido havia morrido na prisão na colônia penal IK-3 em Yamalo-Nenets, ao norte do Círculo Polar Ártico. Seus apoiadores suspeitaram que ele havia sido torturado na prisão e, juntamente com líderes mundiais ocidentais, acreditam que ele foi assassinado por funcionários da prisão na véspera de sua libertação em uma troca de prisioneiros com um prisioneiro alemão. Navalnaya jurou que continuaria seu trabalho após sua morte.
Em 9 de julho de 2024, o Tribunal Distrital de Basmanny, na Rússia, ordenou a prisão de Navalnaya (que não estava na Rússia nem residia no país na época) por “participar de uma comunidade extremista”. Dias depois, ela foi incluída na lista oficial de terroristas e extremistas da Rússia.

### Carreira política independente

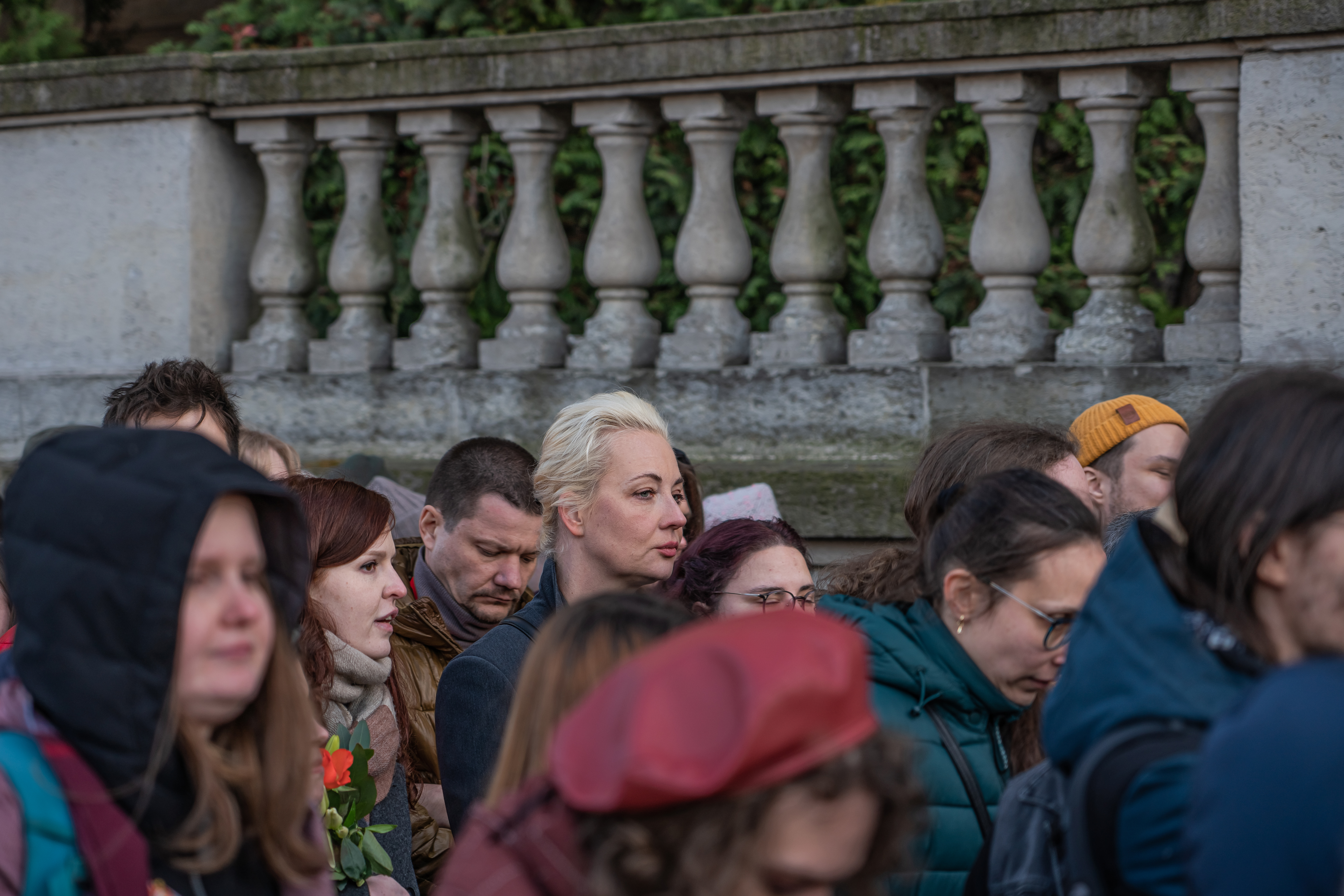
Navalnaya no protesto «Noon Against Putin» (Meio-dia contra Putin) em frente à Embaixada da Rússia em Berlim durante as eleições presidenciais russas de 2024, em 17 de março de 2024.

Em setembro de 2020, após o envenenamento de Navalny, começaram a surgir opiniões de que Navalnaya estava começando a desempenhar um papel político independente e poderia se tornar a “Tsikhanouskaya russa” — a líder de toda a oposição. O analista político Konstantin Kalachev afirmou em janeiro de 2021 que o papel de Navalnaya havia mudado: “De esposa de um político, ela própria está se tornando uma política”; “ela tem carisma e charme, e pode facilmente substituir o marido, se necessário”. O estrategista político Abbas Gallyamov comparou Navalnaya a Corazon Aquino, esposa do principal líder da oposição nas Filipinas, que se opôs ao regime de Ferdinand Marcos, ditador que governou o país por vinte anos. Também houve opiniões de que tal reviravolta é improvável.
Em janeiro de 2021, o canal pró-Kremlin Tsargrad TV ameaçou publicar arquivos íntimos de Alexei Navalny, a menos que Navalnaya prometesse “não se tornar Tsikhanouskaya na Rússia” e “não entrar em jogos políticos”.

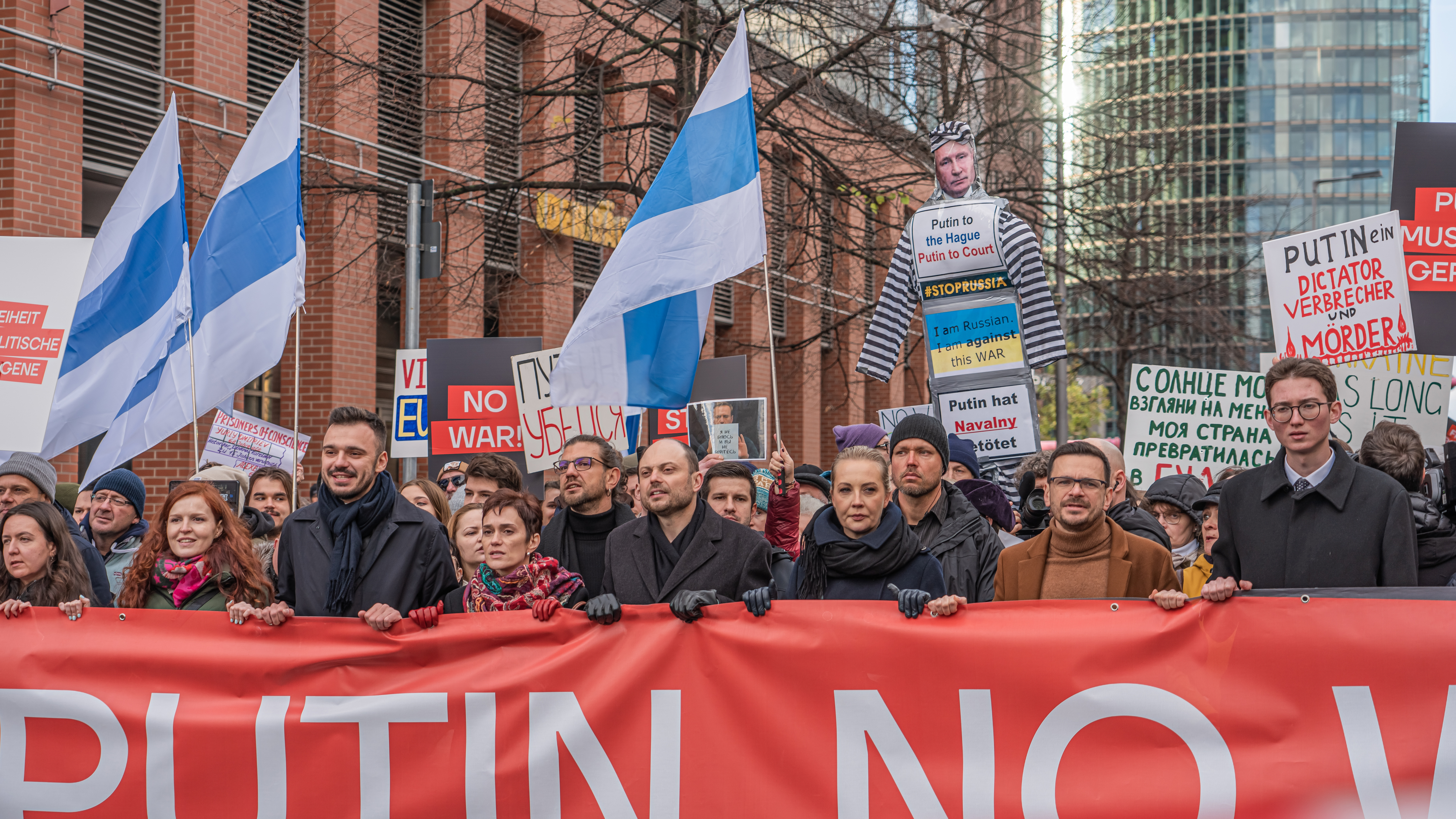
Navalnaya, Vladimir Kara-Murza, Ilya Yashin e Ruslan Shaveddinov em um protesto anti-guerra em Berlim, 17 de novembro de 2024.

Após receber notícias da morte do marido em fevereiro de 2024, Navalnaya, que participava da Conferência de Segurança de Munique, proferiu um discurso no qual afirmou que, caso o marido tivesse falecido, Putin e seus aliados seriam “levados à justiça”. Logo depois, ela publicou um vídeo online afirmando que planeja continuar o trabalho político do marido e pediu aos russos que se unissem em torno dela, como fizeram com o marido, dizendo: “Quero viver em uma Rússia livre, quero construir uma Rússia livre”. Em 28 de fevereiro de 2024, Navalnaya discursou no Parlamento Europeu após ser convidada pela presidente do PE, Roberta Metsola. Durante seu discurso, ela acusou Vladimir Putin de ter orquestrado o assassinato de seu marido e disse que os líderes europeus precisam “parar de ser chatos” e inovar se quiserem derrotar Putin.
Navalnaya lidera a Fundação Anticorrupção, fundada por seu marido em 2011. Em 1º de julho de 2024, Navalnaya foi anunciada como presidente da Fundação dos Direitos Humanos, sucedendo Garry Kasparov.
Em 21 de outubro de 2024, na véspera do lançamento das memórias de Navalny, Patriota, Navalnaya concedeu uma entrevista à BBC, na qual afirmou que se candidataria à presidência da Rússia assim que Putin deixasse o poder. Ela disse que gostaria de ver Putin atrás das grades, punido por seus crimes. Ela afirmou que a Fundação Anticorrupção (agora liderada por ela) tem provas que serão divulgadas assim que todos os detalhes forem coletados.

## Reconhecimento e influência

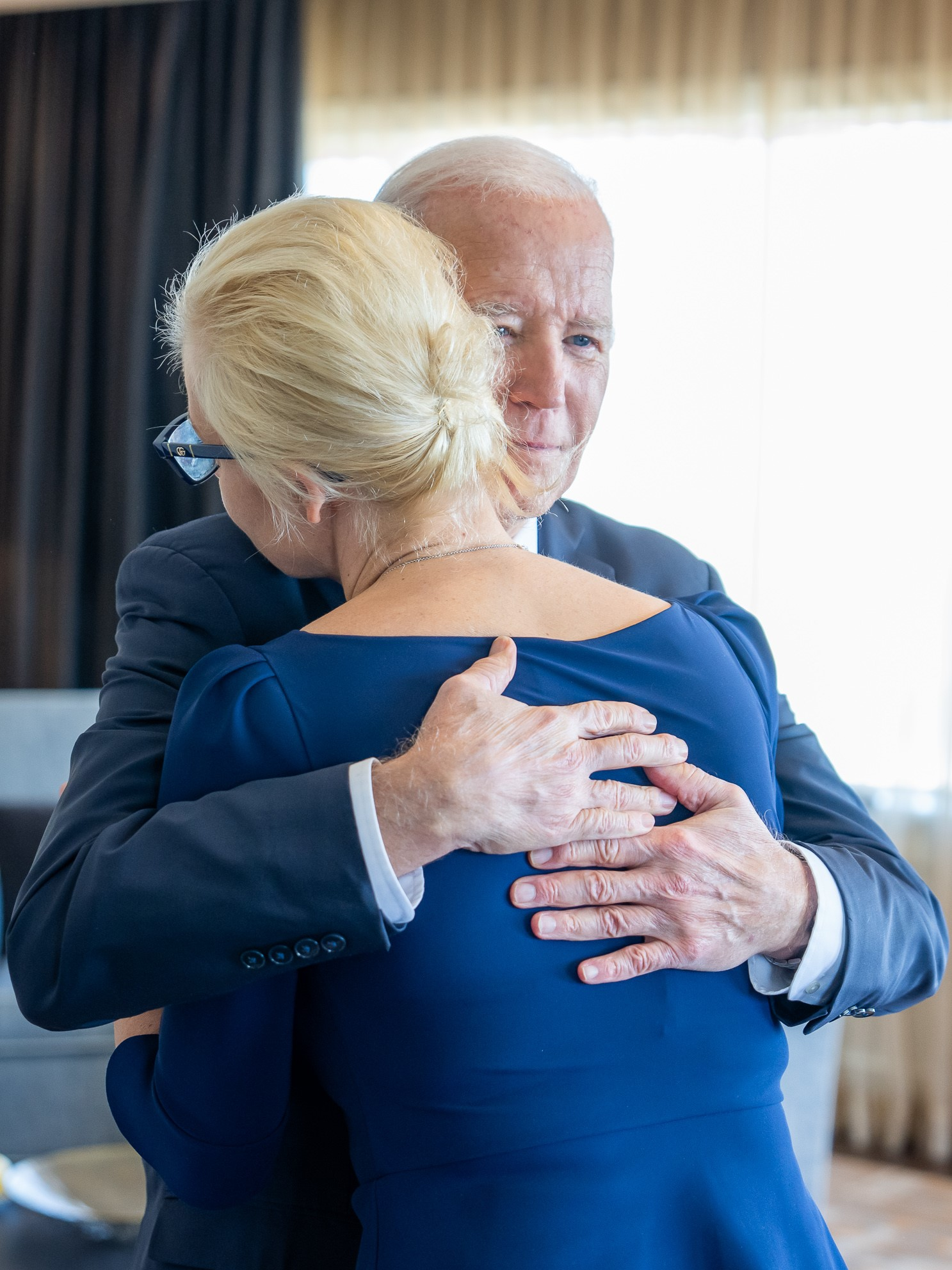
O presidente Joe Biden abraça Yulia Navalnaya em São Francisco, Califórnia, em 22 de fevereiro de 2024

Em 2015, Navalnaya ficou em 67º lugar na lista das 100 mulheres mais influentes da Rússia, elaborada pelo Echo of Moscow. Depois que Alexei Navalny recebeu uma pena suspensa, foi expressa a opinião de que Navalnaya poderia se candidatar à presidência em vez dele. De acordo com a figura pública russa Ksenia Sobchak, em 2018 ela ofereceu essa opção a Navalny, mas ele a rejeitou dizendo que “os votos não são entregues”.
Em 2020, o jornal Novaya Gazeta e seu público elegeram Navalnaya como a Heroína do Ano. No mesmo ano, o escritor russo Dmitry Bykov disse que Navalnaya o lembrava da heroína de Lyudmila Petrushevskaya: ela “enfrenta circunstâncias mais fortes do que ela, mas algum milagre a ajuda a derrotar o mal do mundo”.
Os principais meios de comunicação europeus acompanharam de perto a sua atividade e citaram as suas publicações nas redes sociais.
Em abril de 2024, a revista Time a colocou na lista das 100 pessoas mais influentes de 2024.
Em 3 de junho de 2024, ela recebeu o Prêmio de Direitos Humanos do Oslo Freedom Forum em nome de seu falecido marido. Em seu discurso, ela disse que “eu gostaria que este prêmio não fosse necessário. Mas ditadores em todo o mundo continuam matando lutadores pela liberdade”.
Outros prêmios incluem:
- Prêmio Magnitsky de Direitos Humanos (2024)[54][55]
- Prêmio do Patriarcado de Constantinopla (2024)[56][57]
- Prêmio DW pela Liberdade de Expressão, concedido a Yulia Navalnaya e à Fundação Russa Anticorrupção (2024)[58]
- Prêmio La Vanguardia (Premios Vanguardia), categoria Internacional (2024)[59]

## Vida pessoal
No verão de 1998, enquanto estava de férias na Turquia, Navalnaya conheceu Alexei Navalny, um advogado, também residente em Moscou. Em 2000, ela e Navalny se casaram e o casal teve uma filha e um filho. Ela ajudava os pais do marido em seus negócios relacionados à cestaria. Depois de 2007, Navalnaya não trabalhou oficialmente em nenhum lugar, autodenominando-se “a principal responsável pelas questões da vida cotidiana e pela criação dos filhos”.
Navalnaya foi impedida de ver o marido durante dois anos antes da morte dele. Em 16 de fevereiro de 2024, o serviço prisional russo anunciou que Navalny havia morrido na prisão.